# Govan Old Parish Church

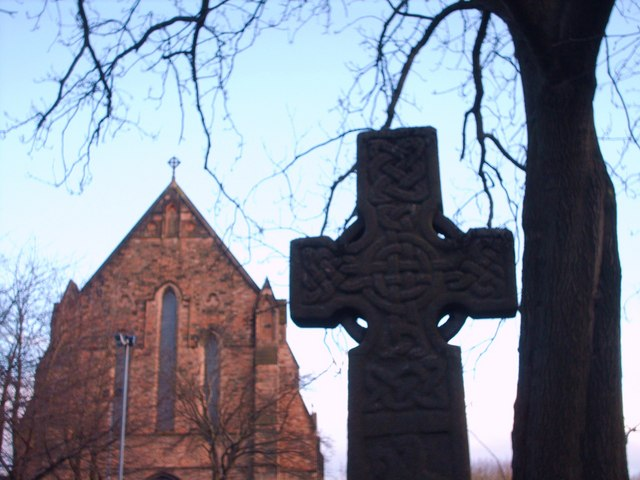
Govan Old Parish Church

Die Govan Old Parish Church ist ein Kirchengebäude der presbyterianischen Church of Scotland in der schottischen Stadt Glasgow. 1966 wurde das Bauwerk in die schottischen Denkmallisten in der höchsten Denkmalkategorie A aufgenommen.

## Geschichte
Christen nutzten den Standort bereits seit Jahrhunderten. Hierauf deuten auch die Keltenkreuze und Hogbacks auf dem umgebenden Kirchhof hin. Die ältesten wurden um das Jahr 900 geschaffen.
1876 reichte John Burnet einen Entwurf zur Modernisierung des Vorgängerbauwerks am selben Standort ein. Dieser wurde jedoch nicht umgesetzt. Robert Rowand Anderson reichte einen Entwurf zu Erweiterung des bestehende Bauwerks ein, der jedoch auch abgelehnt wurde. Stattdessen entschied man sich 1882 für einen Kirchenneubau, dem sechsten an diesem Standort, nach einem Entwurf Andersons. Dieser wurde bis 1884 umgesetzt. 1912 wurde Anderson mit der Erweiterung des Chors betraut. Nach 1940 wurde das Bauwerk überarbeitet.

## Beschreibung

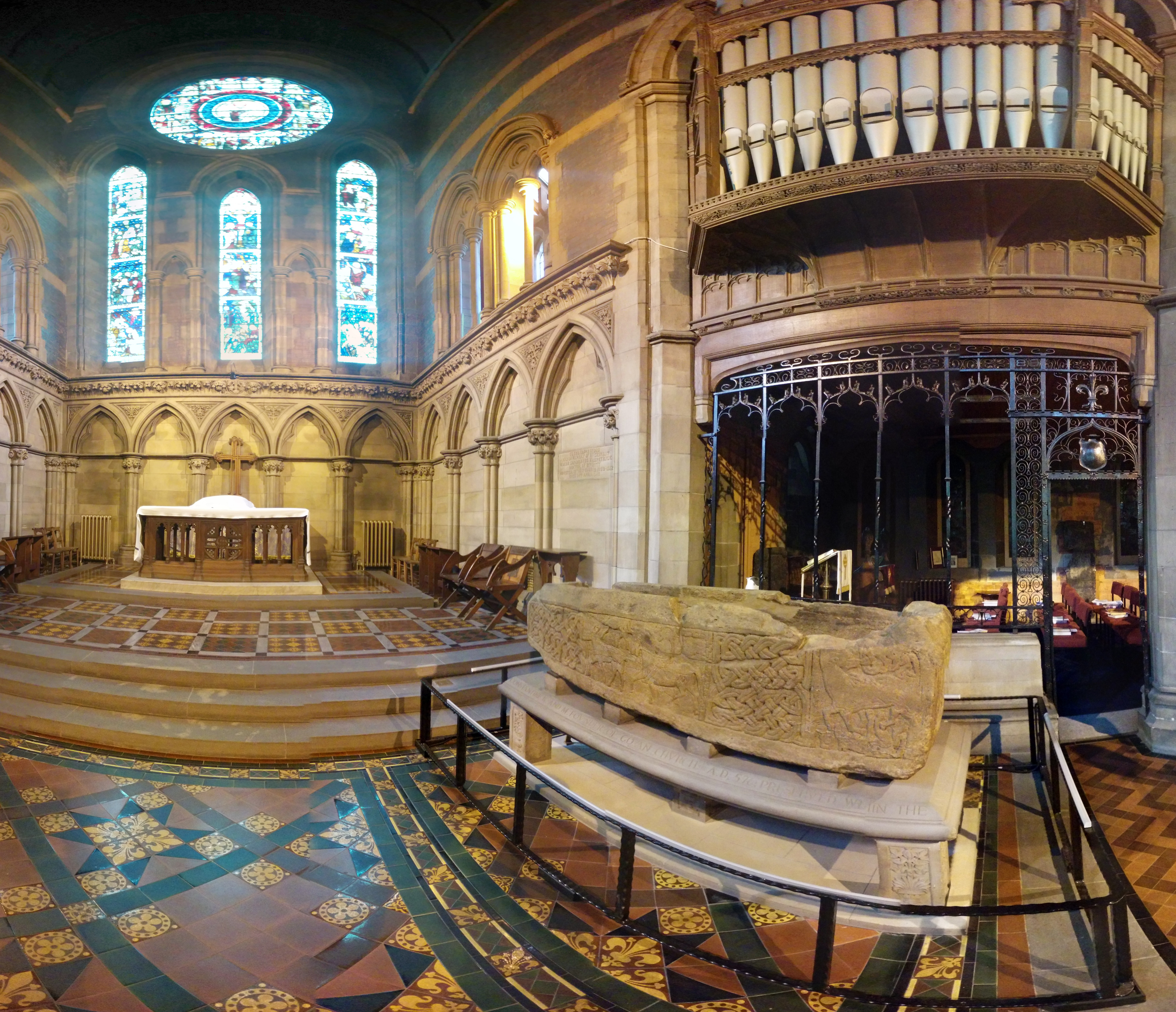
Chor und frühchristlicher Steinsarg

Das Gebäude steht abseits der Govan Road im südlichen Glasgower Stadtteil Govan am linken Clyde-Ufer. Die Kreuzkirche ist im neogotischen Stil ausgestaltet. Ein Glockenturm war geplant und ein Fundament an der Westseite wurde geschaffen, der Turmbau jedoch nie ausgeführt. Das spitzbögige Eingangsportal an der südlichen Giebelseite ist einer reliefierten Archivolte gestaltet. Die flankierenden spitzbögigen Aussparungen tragen Maßwerke mit Trumeaupfeilern. Drei hohe Lanzettfenster ziehen sich entlang der Giebelseite oberhalb des Portals. Mit Ausnahme der blinden Dreipässe und des Giebelkreuzes ist die Fassade schmucklos. Wuchtige Strebepfeiler flankieren das Portal.
Entlang des Langhauses sind sechs Lanzettfenster angeordnet. Strebepfeiler gliedern die Fassade vertikal. Das Querschiff ist mit zwei Giebeln gestaltet. Jeder zeigt drei blinde Lanzettfenster und eine Fensterrose. Die abschließenden Dächer sind mit Schiefer eingedeckt.